# Johannes Siegert (Politiker)
Johannes Paul Edwin Siegert (* 4. Dezember 1874 in Oederan; † nach 1939) war ein deutscher Politiker und von 1922 bis 1933 Abgeordneter des Sächsischen Landtages. Er war von 1930 bis 1933 Fraktionsvorsitzender der Deutschnationalen Volkspartei. Beruflich war er als Oberstudienrat und Professor an einem Gymnasium in Chemnitz tätig.

## Veröffentlichungen
- 16 Monate sächsischer Landtag, DNVP, Dresden 1924
- Sachsen unter der "großen Koalition" (Januar 1924–Oktober 1926), DNVP-Landesverband Sachsen, Dresden 1926
- Die Deutschnationalen im Landtag 1926–29 (Schriften der DNVP in  Sachsen Heft 31), Dresden 1929
- Wahlgespräch mit einem unpolitischen Wähler, DNVP-Ortsgruppe Chemnitz, 1929